# Västersjön (Los socken, Hälsingland, 684052-145466)
Västersjön är en sjö i Ljusdals kommun i Hälsingland och ingår i Ljusnans huvudavrinningsområde. Sjön är 1 meter djup, har en yta på 1,11 kvadratkilometer och befinner sig 363 meter över havet. Sjön avvattnas av vattendraget Håvaån (Kroksjöån).

## Delavrinningsområde
Västersjön ingår i det delavrinningsområde (684156-145458) som SMHI kallar för Utloppet av Västersjön. Medelhöjden är 412 meter över havet och ytan är 11,33 kvadratkilometer. Det finns ett avrinningsområde uppströms, och räknas det in blir den ackumulerade arean 23,48 kvadratkilometer. Håvaån (Kroksjöån) som avvattnar avrinningsområdet har biflödesordning 3, vilket innebär att vattnet flödar genom totalt 3 vattendrag innan det når havet efter 189 kilometer. Avrinningsområdet består mestadels av skog (77 procent). Avrinningsområdet har 1,1 kvadratkilometer vattenytor vilket ger det en sjöprocent på 9,7 procent.